# Margreta van Wittenhorst

Wapen van het geslacht Van Wittenhorst

Margreta van Wittenhorst (Deurne, 1604 - Broekhuizen, 10 juli 1654) was een Nederlands bestuurder uit het geslacht Van Wittenhorst. 
Margreta werd in 1604 gedoopt in de Sint-Willibrorduskerk als achterkleindochter van de toenmalige, hoogbejaarde heer van Deurne, Jan van Doerne. Ze werd genoemd naar haar jong overleden grootmoeder, Margaretha van Doerne. Johan van Wittenhorst en Margaretha weduwe Johannes Pollaerts werden haar peetouders. Twee jaar na haar geboorte zou haar vader Wolfaart Evert van Wittenhorst de nieuwe heer van Deurne worden.
Op 15-jarige leeftijd volgde Margreta, ook wel Wilhelma Margate genoemd, haar overleden vader op als vrouwe van Deurne. Ze was daarmee de tweede regerende vrouwe in de geschiedenis van Deurne sinds de instelling van de heerlijkheid in de volle middeleeuwen. Van haar moeder nam ze de taken over als vrouwe van Rossum en Broekhuizen. Die taak zou ze vervullen tot 1645, toen haar tweede zoon Johann Godard haar opvolgde.
Margreta was achtereenvolgens gehuwd met Arnold IV Huyn van Geleen (1590-1624) en Karel Diederik van Pallandt. Uit haar eerste huwelijk had ze twee zonen, uit het laatste een dochter. Terwijl haar jongste zoon heer van Deurne werd, nam de oudste, Wolfaert Arnold (ofwel Arnold V Wolfgang Huyn van Geleen), het regeren van de heerlijkheid Horst op zich.